# Gold Fields St Ives Tennis International 2011
Il Gold Fields St Ives Tennis International 2011 (Australia F9 Futures 2011) è stato un torneo di tennis facente parte della categoria ITF Men's Circuit nell'ambito dell'ITF Men's Circuit 2011 e dell'ITF Women's Circuit nell'ambito dell'ITF Women's Circuit 2011. Il torneo si è giocato a Kalgoorlie in Australia dal 10 al 16 ottobre su campi in cemento.

## Partecipanti WTA

### Teste di serie
| Nazionalità   | Giocatrice         | Ranking* | Testa di serie |
| ------------- | ------------------ | -------- | -------------- |
| Australia     | Casey Dellacqua    | 207      | 1              |
| Australia     | Olivia Rogowska    | 217      | 2              |
| Nuova Zelanda | Sacha Jones        | 228      | 3              |
| Regno Unito   | Emily Webley-Smith | 266      | 4              |
| Regno Unito   | Melanie South      | 295      | 5              |
| Turchia       | Pemra Özgen        | 301      | 6              |
| Polonia       | Sandra Zaniewska   | 311      | 7              |
| Cina          | Xu Yifan           | 361      | 8              |

- Ranking al 3 ottobre 2011.

### Altre partecipanti
Giocatrici che hanno ricevuto una wild card:
- Mary-Ann Balint
- Stephanie Bengson
- Maree Casey
- Marisa Gianotti

Giocatrici che sono passate dalle qualificazioni:
- Nives Baric
- Elizabeth James
- Ashley Keir
- Karis Ryan
- Astra Sharma
- Sun Ziyue
- Tang Hao Chen
- Svenja Weidemann

## Vincitori

### Singolare maschile
Brydan Klein ha battuto in finale  Benjamin Mitchell con il punteggio di 7–5, 6–3

### Doppio maschile
Michael Look /  Nicolas Meister hanno battuto in finale  Brydan Klein /  Jose Rubin Statham con il punteggio di 2–6, 7–6(6), [10–5]

### Singolare femminile
Casey Dellacqua ha battuto in finale  Monique Adamczak con il punteggio di 6–2, 6–2

### Doppio femminile
Casey Dellacqua /  Olivia Rogowska hanno battuto in finale  Xu Yifan /  Zhang Kailin con il punteggio di 6–1, 6–1